# Munidion cubense
Munidion cubense är en kräftdjursart som beskrevs av M. Bourdon1972. Munidion cubense ingår i släktet Munidion och familjen Bopyridae. Inga underarter finns listade i Catalogue of Life.